# 格里森
格里森，是西班牙阿拉贡自治区萨拉戈萨省的一个市镇。 总面积5平方公里，总人口470人（2001年），人口密度94人/平方公里。